# Segregação sexual e o islamismo
O islamismo desencoraja a interação social entre homens e mulheres, quando estiverem sozinhos, e diversos países islâmicos praticam ativamente a segregação sexual. A religião, no entanto, não desencoraja todo e qualquer contato entre os sexos; um exemplo histórico ocorreu com Cadija, a primeira esposa do profeta Maomé, que o empregou antes de terem qualquer relacionamento amoroso, e se encontrou diversas vezes com ele para discutir assuntos relacionados aos negócios - um exemplo seguido e praticado pelas outras esposas de Maomé, que ensinavam e davam conselhos aos homens e mulheres de Medina.

## Segregação sexual nas mesquitas
No islã as mulheres são fortemente encorajadas a frequentar as mesquitas, e quem quer que tente impedi-las é visto como um criminoso sob a lei islâmica; a mulher tem sua vontade própria, como é afirmado por Alá no Alcorão. No entanto, à medida que o islamismo se difundiu, tornou-se incomum para as mulheres freqüentarem as mesquitas, pelo medo de que a interação entre os sexos degenerasse em falta de castidade; esta condição permaneceu até o fim da década de 1960. Desde então as mulheres tornaram-se cada vez mais envolvidas com as mesquitas, embora os homens e mulheres geralmente pratiquem seus cultos separadamente (o que é explicado pelos fiéis como parte da necessidade de se evitar distrações durante as prostrações feitas durante a oração, na qual a parte traseira do fiel é erguida enquanto sua testa roça o solo.). A separação entre os sexos varia, desde situações onde homens e mulheres se posicionam em lados diferentes de um corredor, até cultos em que os homens se posicionam à frente das mulheres (como era o caso na época de Maomé), chegando até mesmo a instâncias em que mulheres ficam no segundo andar da mesquita, ou em salas separadas, acessíveis apenas por uma porta onde só passam mulheres. Há um movimento crescente de mulheres (como Asra Nomani) que reclamam publicamente das condições inferiores nas seções femininas das mesquitas. No Hajj (a peregrinação a Meca, que todo muçulmano deve realizar uma vez na vida), homens e mulheres rezam lado a lado.